# رينا سكوت
رينا سكوت (بالإنجليزية: Rena Scott)‏ هي مغنية أمريكية، ولدت في 1956 في ديترويت في الولايات المتحدة.

## وصلات خارجية
- الموقع الرسمي